# 巴基斯坦情報局
巴基斯坦情报局巴基斯坦主要的国内情报机构。它直接负责巴基斯坦行政长官安全。同时负责新闻审查和国家安全事务。

## 历史
英据时期，巴基斯坦安全事务由毗邻的英屬印度安全部门负责。巴基斯坦独立后，1948年成立了以收集和分析情报，以及反间谍和维护国家安全为主的巴基斯坦情报局。